# Euploea euphon
Espèce
Statut de conservation UICN

 VU B1+2c : Vulnérable
Euploea euphon est un insecte lépidoptère  de la  famille  des  Nymphalidae, de la sous-famille des Danainae et du genre Euploea. Il est endémique des Mascareignes.

## Dénomination
Euploea euphon a été décrit par Johan Christian Fabricius en 1798 sous le nom de Papilio euphon.

### Sous-espèces
Pour certains il n'y a pas de sous-espèce et Euploea euphon est endémique de l'île Maurice.
Pour d'autres il existe plusieurs sous-espèces :
- Euploea euphon euphon présent à l'île Maurice ;
- Euploea euphon goudotii (Boisduval) ou Euploea goudotii à La Réunion ;
- Euploea euphon desjardinsii (Guerin-Meneville) ou Euploea desjardinsii à Rodrigues.

Euploea euphon baudiniana (Godart, [1819]) serait une sous-espèce présente à Timor, mais cela reste à vérifier.

## Nom vernaculaire
Euploea euphon se nomme Mascarene Crow en anglais.

## Description
Ce grand papillon marron présente aux ailes postérieures une bande submarginale de taches blanche qui se rejoignent pour former une bande submarginale blanche. Aux ailes antérieures Euploea euphon euphon n'a que quelques taches blanches en ligne et Euploea euphon goudotti n'en a pas.

## Biologie

### Plantes hôtes
Les plantes hôtes de sa chenille sont des Ficus dont  Ficus pumila et Ficus repens, les Nerium et Allemanda cathartica.

## Écologie et distribution
Euploea euphon est présent aux Mascareignes et Euploea euphon euphon est endémique de l'île Maurice.

### Protection
Il est inscrit sur la liste rouge de l'IUCN, déclaré vulnérable (VU).

## Philatélie
Il figure sur un timbre de la poste japonaise de 1991.

## Liens taxonomiques
- (en) Tree of Life Web Project : Euploea euphon
- (en) Catalogue of Life : Euploea euphon Fabricius, 1798 (consulté le 16 décembre 2020)
- (en) UICN : espèce Euploea euphon Fabricius, 1798 (consulté le 20 mai 2015)